# Operația de apărare a Armatei României pe Tisa (1919)
- La 17 iulie Armata Ungara își sfârșise concentrările și grupările forțelor sale. Pregătirea atacului a început prin trageri de artilerie și recunoașteri de aeroplane. Bombardamentul ungar era de nedescris. Toate tunurile armatei sale chiar acelea ale divizilor din rezervă, au fost puse în poziție, pe malul drept al Tisei, concentrate în regiunile principale de atac.
- La Szolnok s-au putut determina 100 de trageri de foc , la Tokaj peste 50.
- In sectorul Tokaj,inamicul a reușit să treacă Tisa.
- În dimineata zilei de 20 iulie cu brigăzile independente 2 și 3 de secui  și lucrători și-a ocupat teritoriul și localitățile cuprinse în continuarea Tisei din fața Tokaj-ului.
- Un cap de pod a fost stabilit la Rakamaz. Mai la sud trupele din Regimenul 39 și din Brigada a 80-a internațională au ocupat localitățile Tiszadob și Tiszadada.
- La 23 și 24 iulie, trupele Grupului Român de Nord sunt întărite cu trupe din Divizia a 20-a ardeleană, cu Brigada a 5-a de Roșiori și cu artilerie. Închiși în capul de pod de la Rakamaz , maghiarii nu mai sunt în stare să înainteze. Activitatea de luptă în acest sector se micșoreză simțitor. Cu acestea, malul Tisei era complet curățat de trupele ungare pe toată întinderea sectorului Grupului român de nord.
- La 23 iulie, dușmanul continuă ofensiva cu înverșunare pe tot frontul celor trei divizii ale sale.

## Comandanți
- General Traian Moșoiu